# Cambridge (circonscription britannique)
Pour les articles homonymes, voir Cambridge (homonymie).
Circonscription parlementaire de la Chambre des communes
La circonscription de Cambridge est une circonscription électorale anglaise située dans le Cambridgeshire, couvrant essentiellement la ville de Cambridge. Elle est représentée à la Chambre des communes du Parlement britannique depuis 2015 par Daniel Zeichner du Parti travailliste.

## Géographie
La circonscription comprend :
- La ville de Cambridge

## Députés
Les Members of Parliament (MPs) de la circonscription sont :
La circonscription apparue en 1295 et représentée par deux députés jusqu'en 1885 dont Robert Hitcham (1614-1621), Oliver Cromwell (1640-1653), Dudley North (1660-1661), William Compton (1661-1664), John Hynde Cotton (1708-1722 et 1727-1741), Thomas Hay (1741-1758), Soame Jenyns (1758-1780), Frederick William Trench (1819-1832), Thomas Spring (1832-1839), Fitzroy Kelly (1843-1847), Robert Adair (1847-1852 et 1854-1857), William Campbell (1847-1852), Francis Powell (1863-1868), John Eldon Gorst (1866-1868), Robert Torrens (1868-1874), William Fowler (1868-1874 et 1880-1885) et Hugh Shield (1880-1885).
Depuis 1885
| Législature | Années        | Député              | Député                            | Parti               |
| ----------- | ------------- | ------------------- | --------------------------------- | ------------------- |
| Cambridge   |               |                     |                                   |                     |
| 23e         | 1885–1886     |                     | Robert Uniacke-Penrose-Fitzgerald | Conservateur        |
| 24e         | 1886–1892     |                     | Robert Uniacke-Penrose-Fitzgerald | Conservateur        |
| 25e         | 1892–1895     |                     | Robert Uniacke-Penrose-Fitzgerald | Conservateur        |
| 26e         | 1895–1900     |                     | Robert Uniacke-Penrose-Fitzgerald | Conservateur        |
| 27e         | 1900–1906     |                     | Robert Uniacke-Penrose-Fitzgerald | Conservateur        |
| 28e         | 1906–1910     |                     | Stanley Buckmaster                | Libéral             |
| 29e         | 1910–1910     |                     | Almeric Paget                     | Conservateur        |
| 30e         | 1910–1917     |                     | Almeric Paget                     | Conservateur        |
| 30e         | 1917-1918     | Eric Geddes         |                                   | Conservateur        |
| 31e         | 1918–1922     | Eric Geddes         |                                   | Conservateur        |
| 31e         | 1922-1922     | George Newton       |                                   | Conservateur        |
| 32e         | 1922–1923     | George Newton       |                                   | Conservateur        |
| 33e         | 1923–1924     | George Newton       |                                   | Conservateur        |
| 34e         | 1924–1929     | George Newton       |                                   | Conservateur        |
| 35e         | 1929–1931     | George Newton       |                                   | Conservateur        |
| 36e         | 1931–1934     | George Newton       |                                   | Conservateur        |
| 36e         | 1934-1935     | Richard Tufnell     |                                   | Conservateur        |
| 37e         | 1935–1945     | Richard Tufnell     |                                   | Conservateur        |
| 38e         | 1945–1950     |                     | Arthur Symonds                    | Travailliste        |
| 39e         | 1950–1951     |                     | Hamilton Kerr                     | Conservateur        |
| 40e         | 1951–1955     |                     | Hamilton Kerr                     | Conservateur        |
| 41e         | 1955–1957     |                     | Hamilton Kerr                     | Conservateur        |
| 42e         | 1959–1964     |                     | Hamilton Kerr                     | Conservateur        |
| 43e         | 1964–1966     |                     | Hamilton Kerr                     | Conservateur        |
| 44e         | 1966–1967     |                     | Robert Davies                     | Travailliste        |
| 44e         | 1967-1970     |                     | David Lane                        | Conservateur        |
| 45e         | 1970–1974     |                     | David Lane                        | Conservateur        |
| 46e         | 1974–1974     |                     | David Lane                        | Conservateur        |
| 47e         | 1974–1976     |                     | David Lane                        | Conservateur        |
| 47e         | 1976-1979     | Robert Rhodes James |                                   | Conservateur        |
| 48e         | 1979–1983     | Robert Rhodes James |                                   | Conservateur        |
| 49e         | 1983–1987     | Robert Rhodes James |                                   | Conservateur        |
| 50e         | 1987–1992     | Robert Rhodes James |                                   | Conservateur        |
| 51e         | 1992–1997     |                     | Anne Campbell                     | Travailliste        |
| 52e         | 1997–2001     |                     | Anne Campbell                     | Travailliste        |
| 53e         | 2001–2005     |                     | Anne Campbell                     | Travailliste        |
| 54e         | 2005–2010     |                     | David Howarth                     | Libéraux-démocrates |
| 55e         | 2010–2015     | Julian Huppert      |                                   | Libéraux-démocrates |
| 56e         | 2015–2017     |                     | Daniel Zeichner                   | Travailliste        |
| 57e         | 2017–2019     |                     | Daniel Zeichner                   | Travailliste        |
| 58e         | 2019–2024     |                     | Daniel Zeichner                   | Travailliste        |
| 59e         | 2024–en cours |                     | Daniel Zeichner                   | Travailliste        |

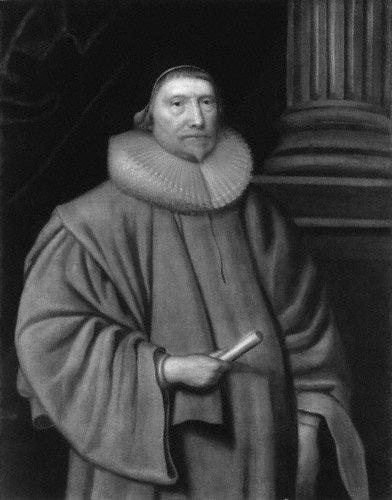
Robert Hitcham (1914-1621)
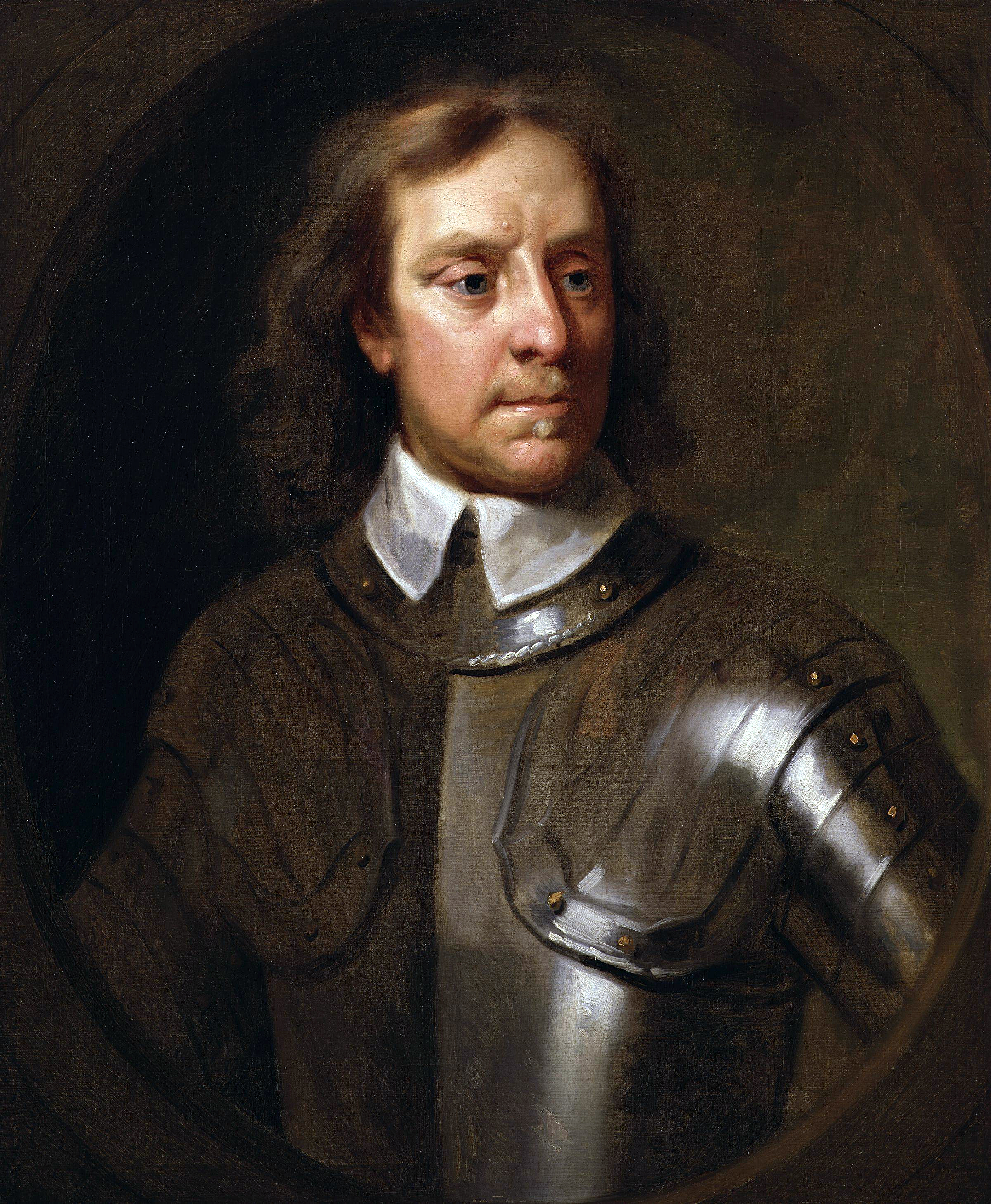
Oliver Cromwell (1640-1653), par Samuel Cooper
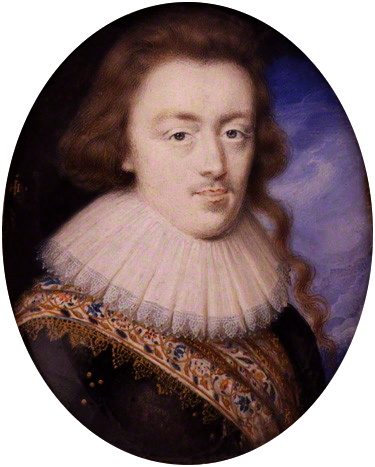
Dudley North (1660-1661), par John Hoskins
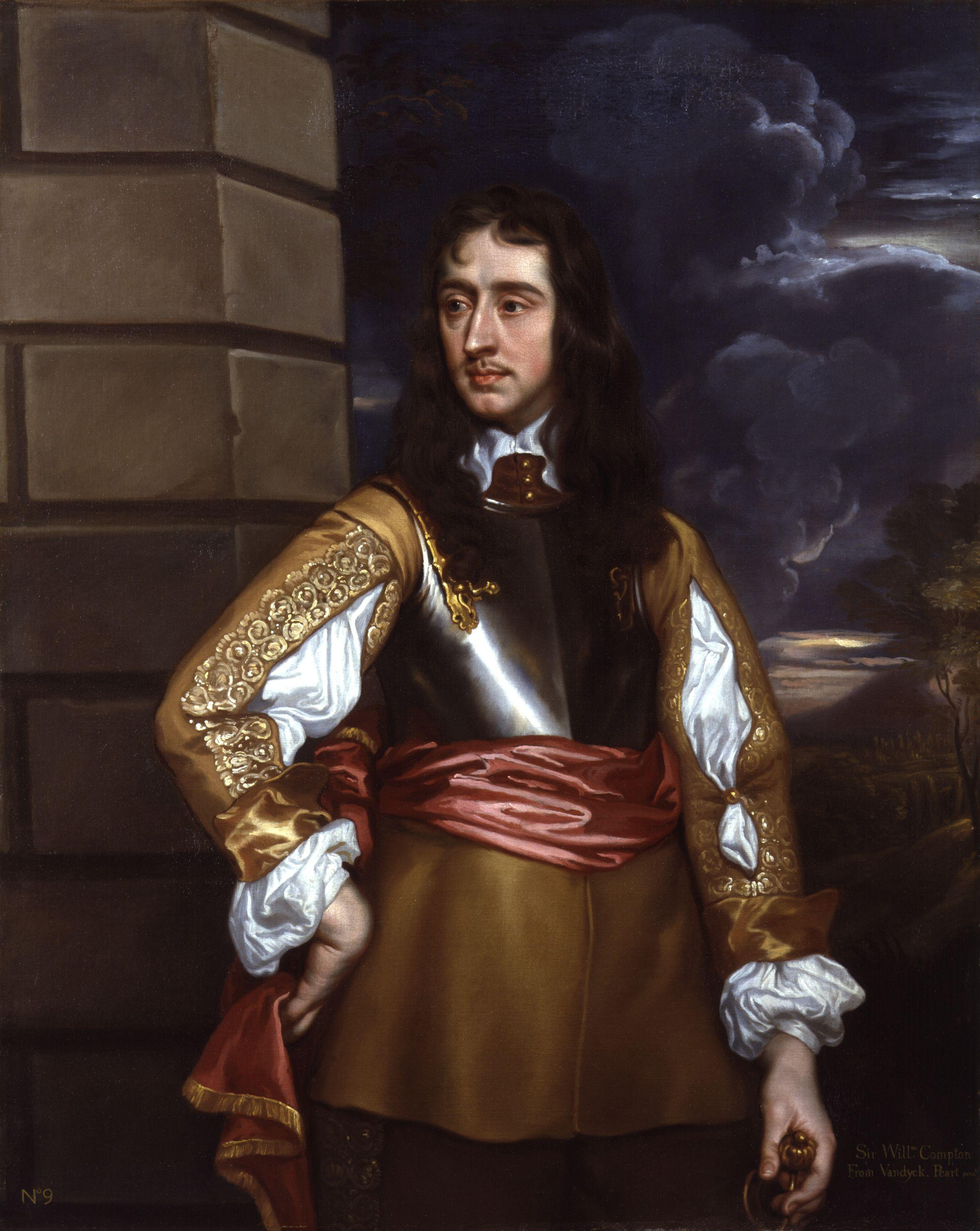
William Compton (1661-1664), par Peter Lely
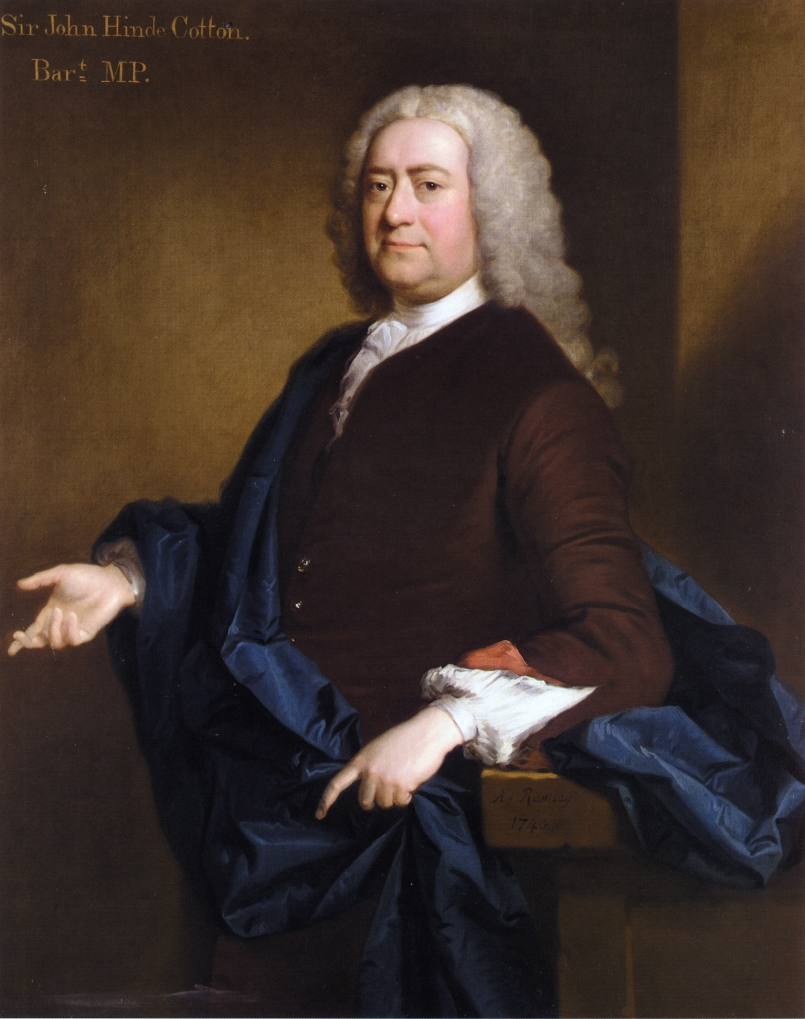
John Hynde Cotton (1708-1722 et 1727-1741), par Allan Ramsay
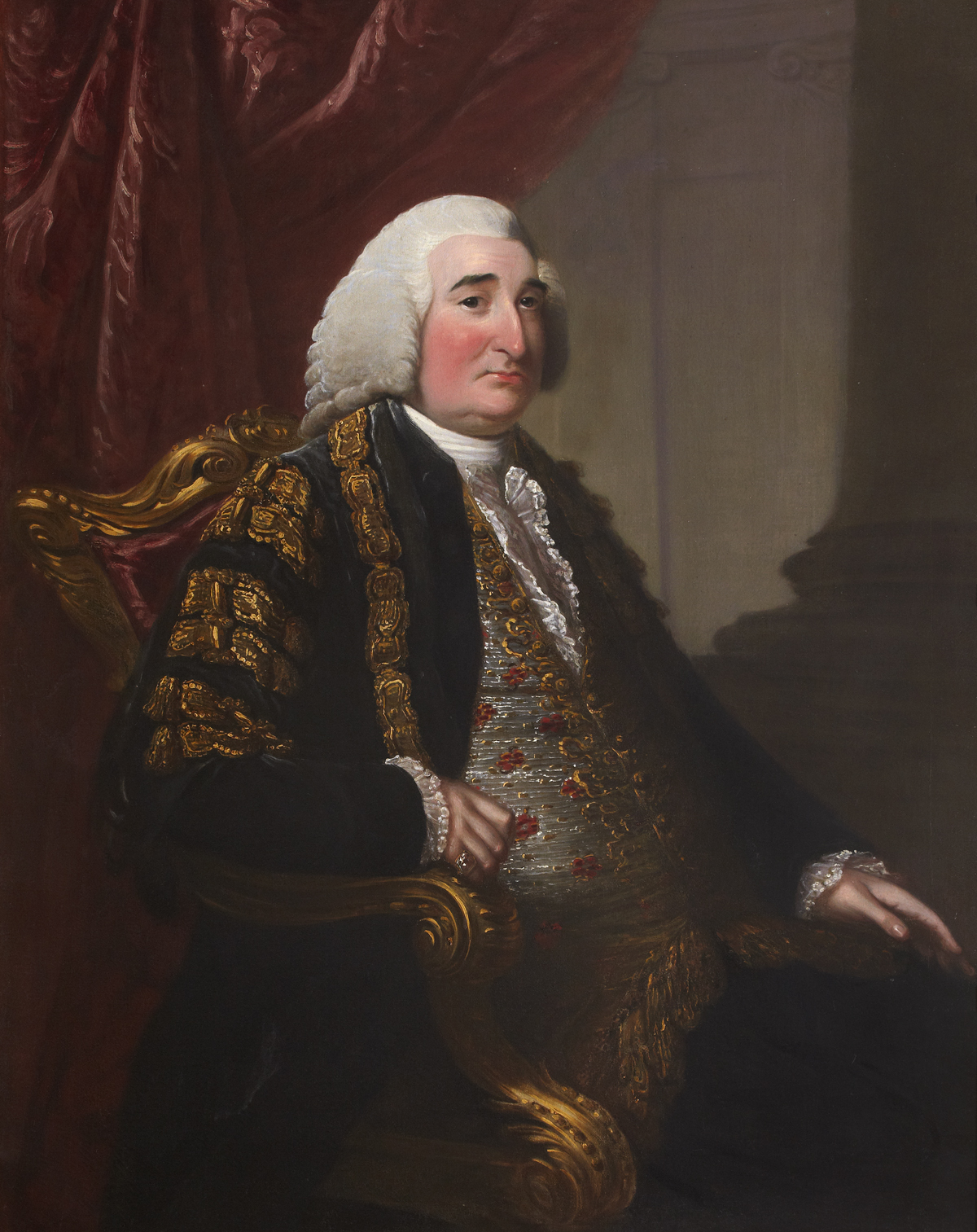
Thomas Hay (1741-1758), par David Martin
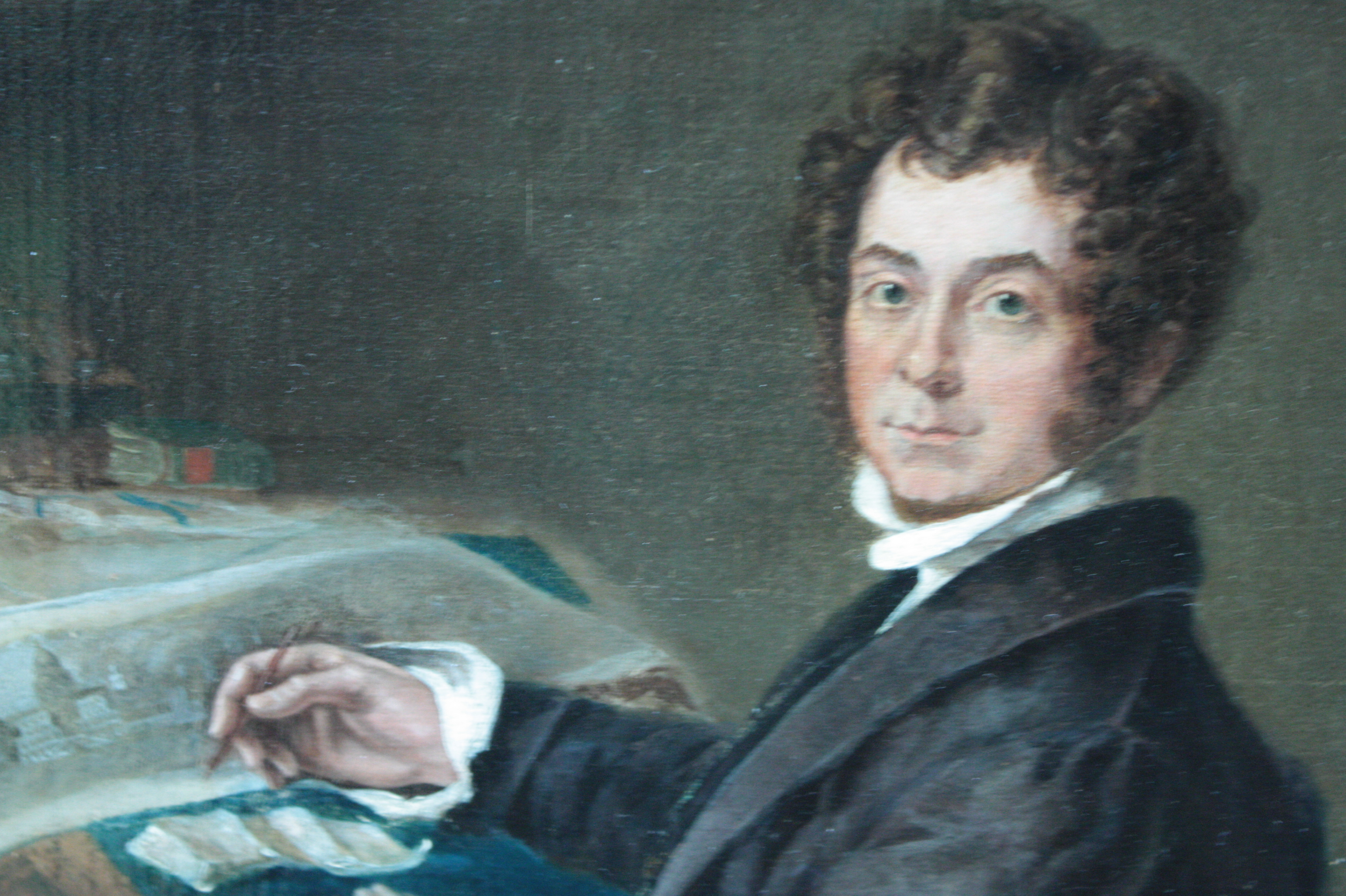
Frederick William Trench (1819-1832)
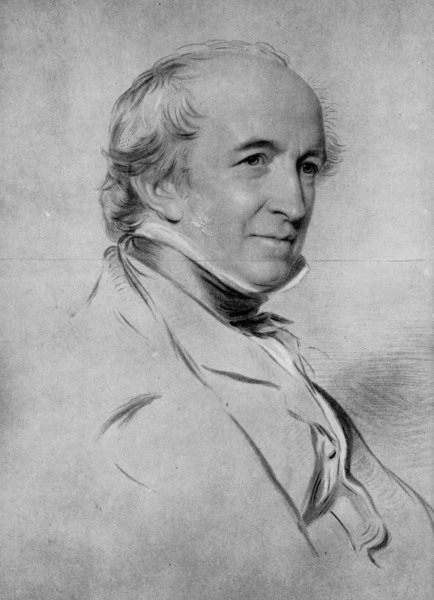
Thomas Spring (1832-1839), par George Richmond
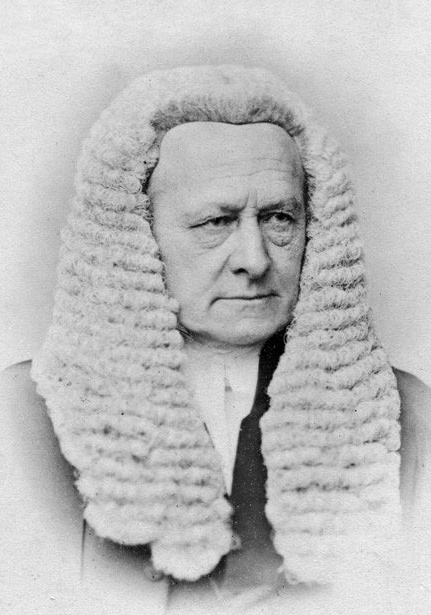
Fitzroy Kelly (1843-1847), par John Watkins
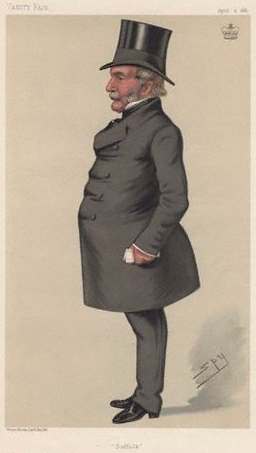
Robert Adair (1847-1852 et 1854-1857), par Spy (Vanity Fair)
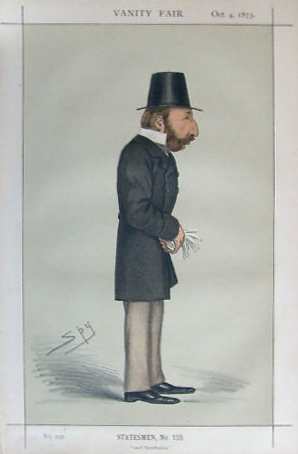
William Campbell (1847-1852), par Spy (Vanity Fair)
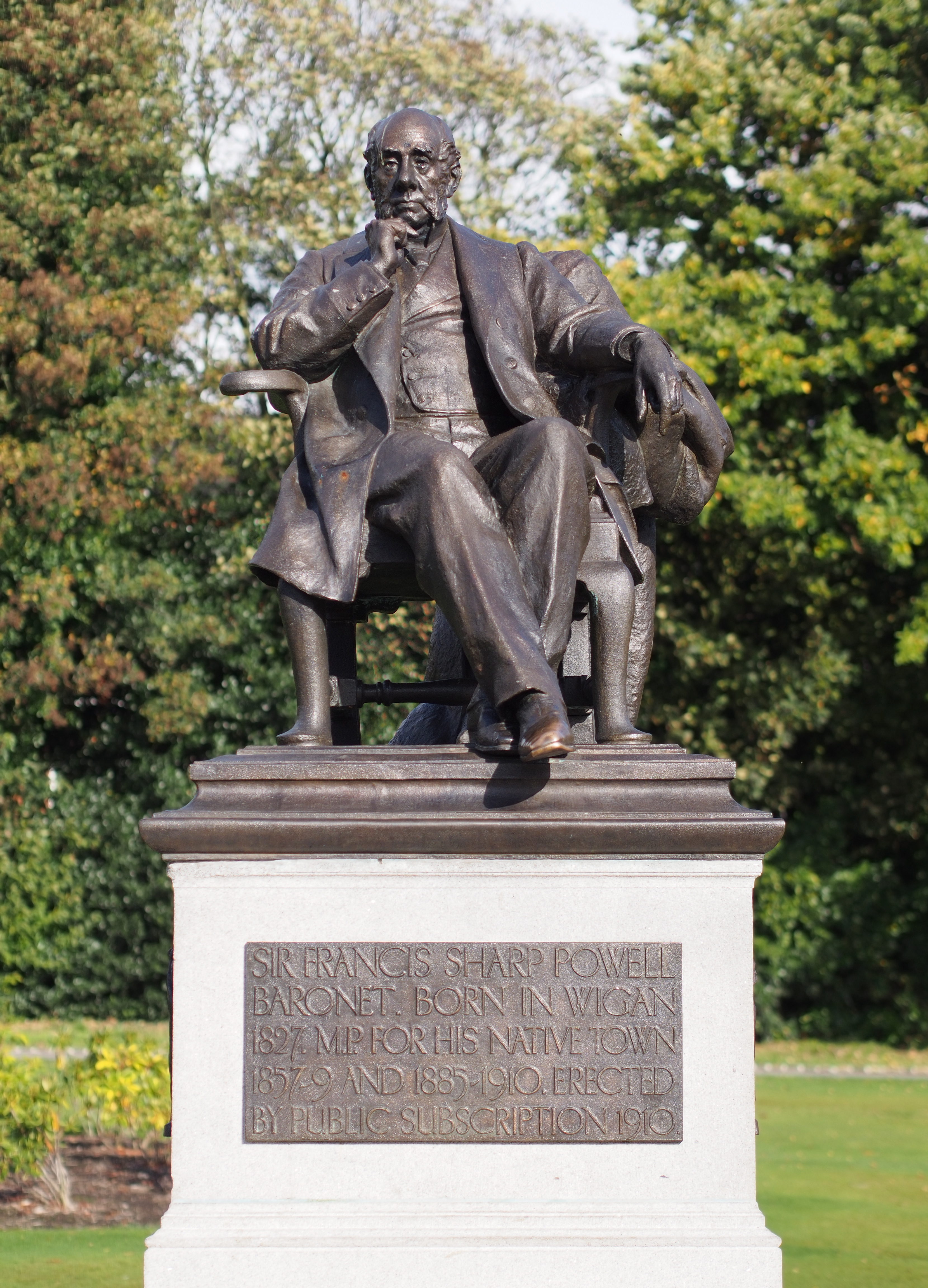
Francis Powell (1863-1868)
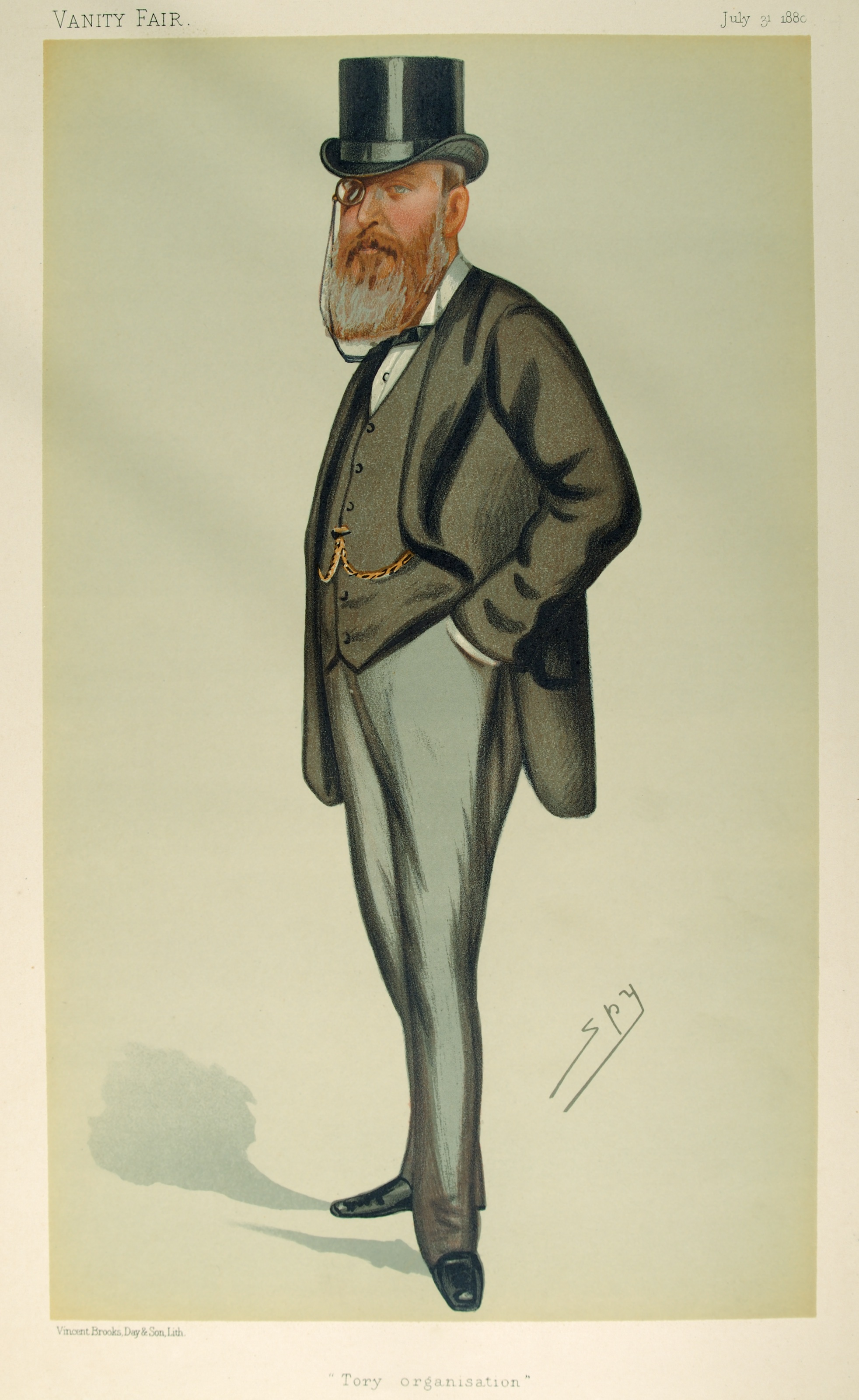
John Eldon Gorst (1866-1868), par Spy (Vanity Fair)
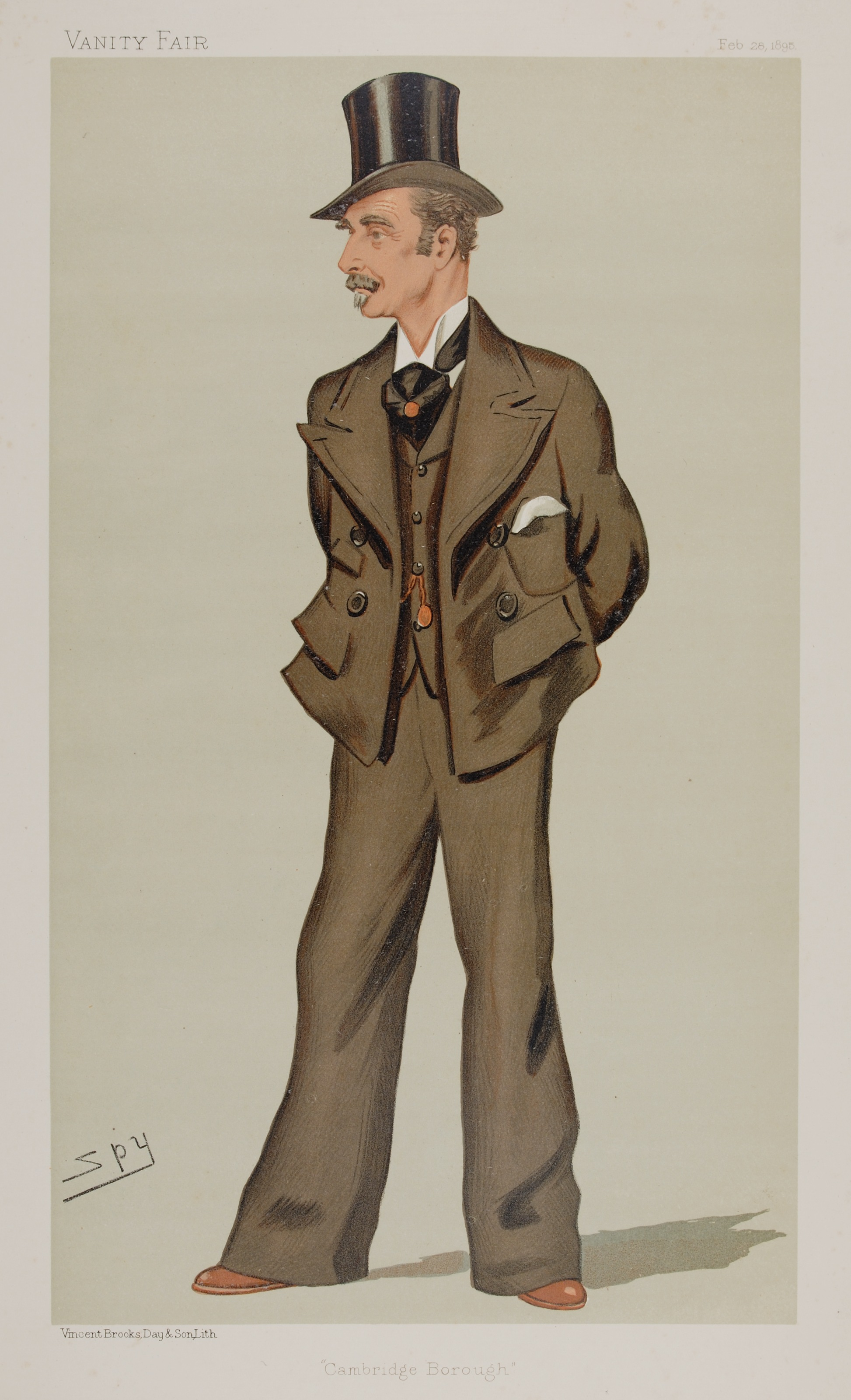
Robert Uniacke Penrose-Fitzgerald (1885-1906), par Spy (Vanity Fair)
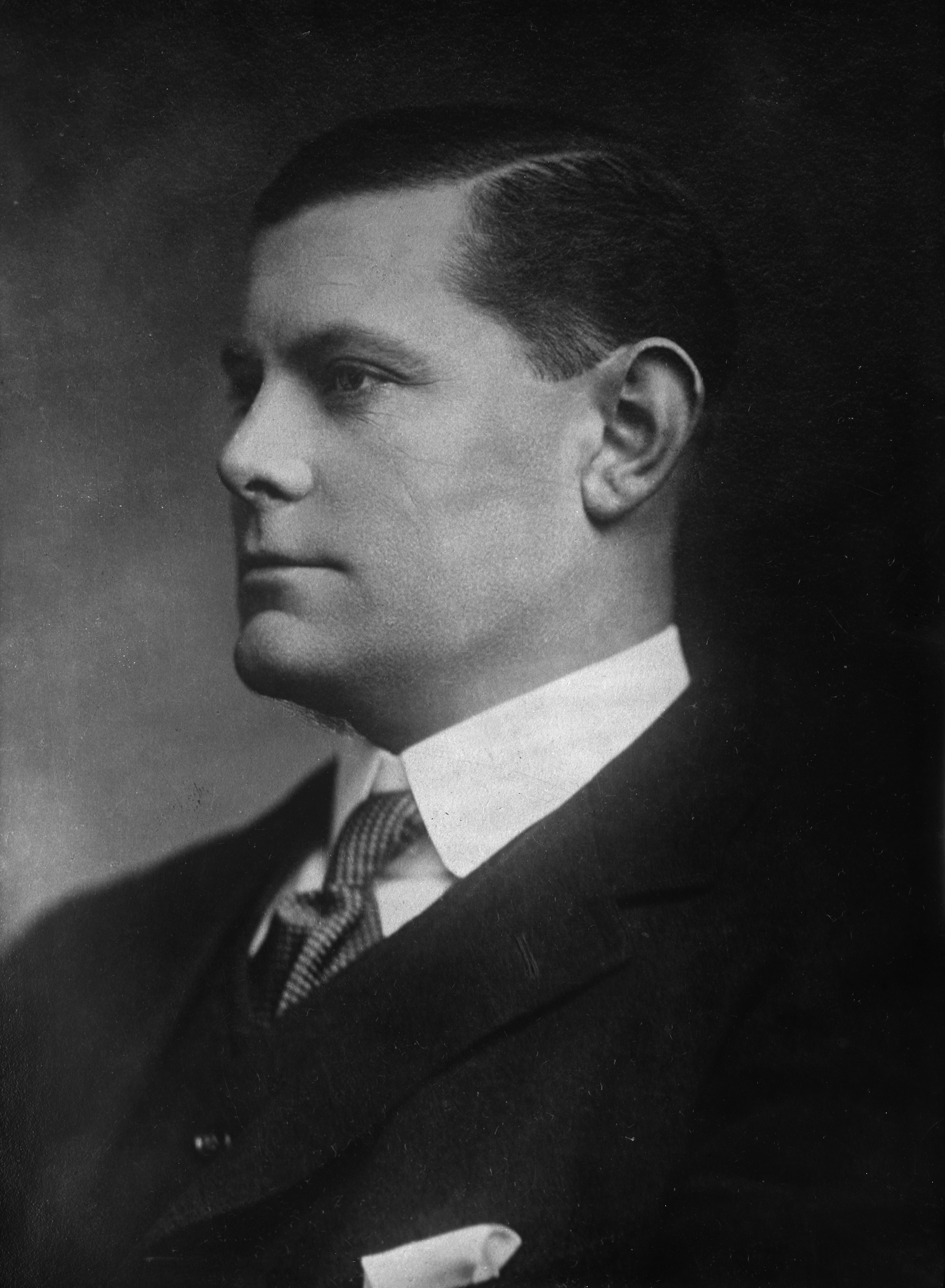
Eric Geddes (1917-1922)
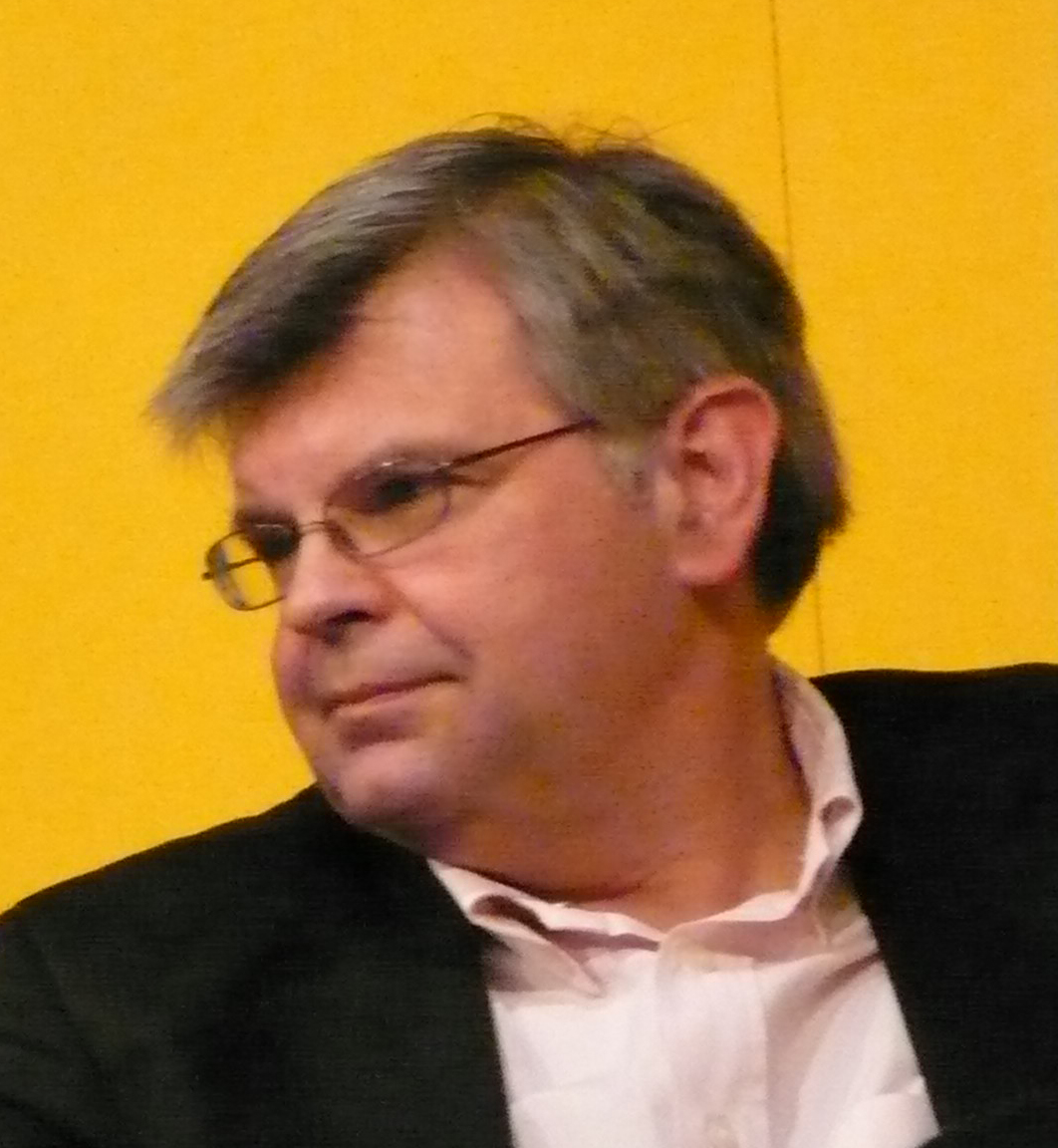
David Howarth (2005-2010)
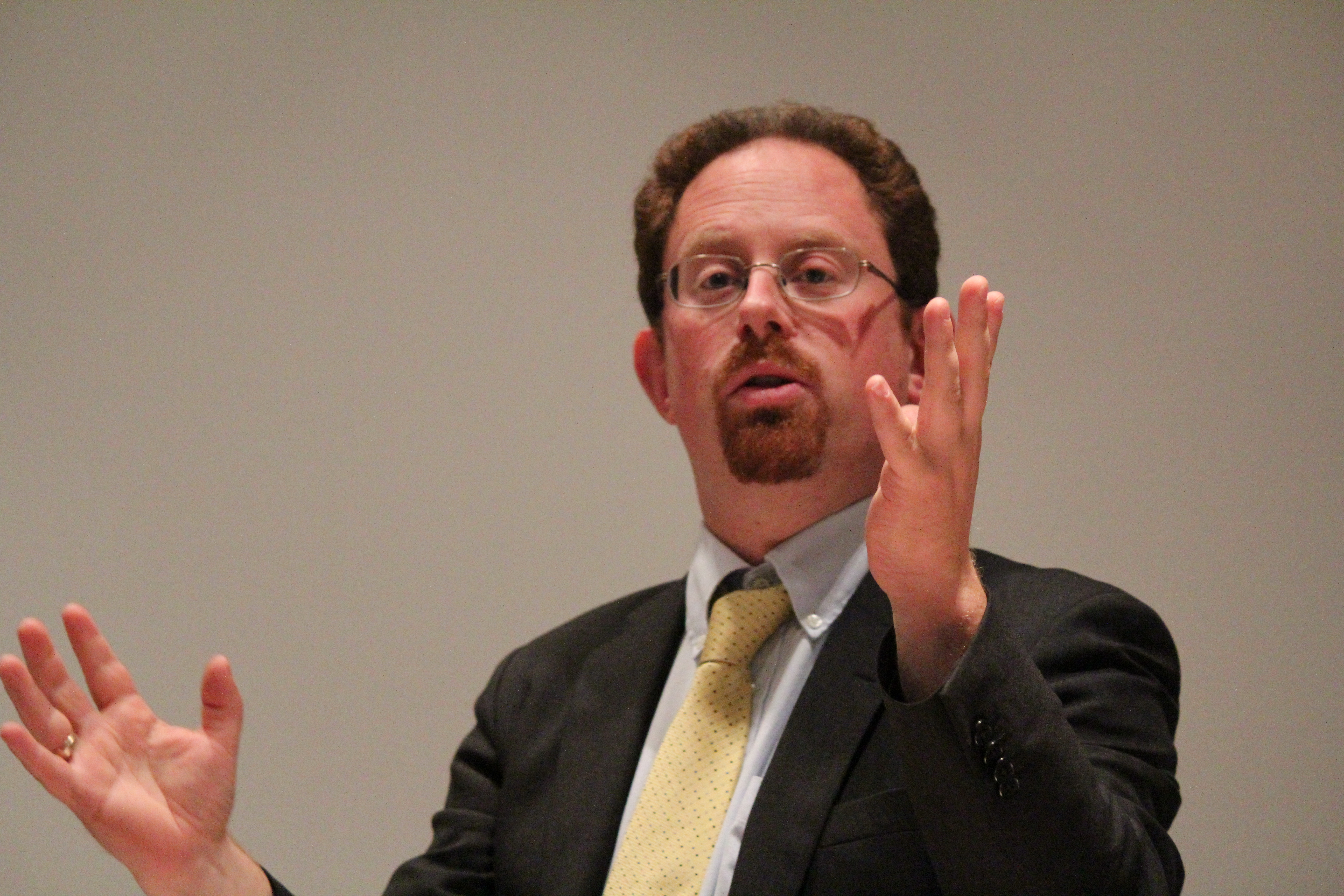
Julian Huppert (2010-2015)
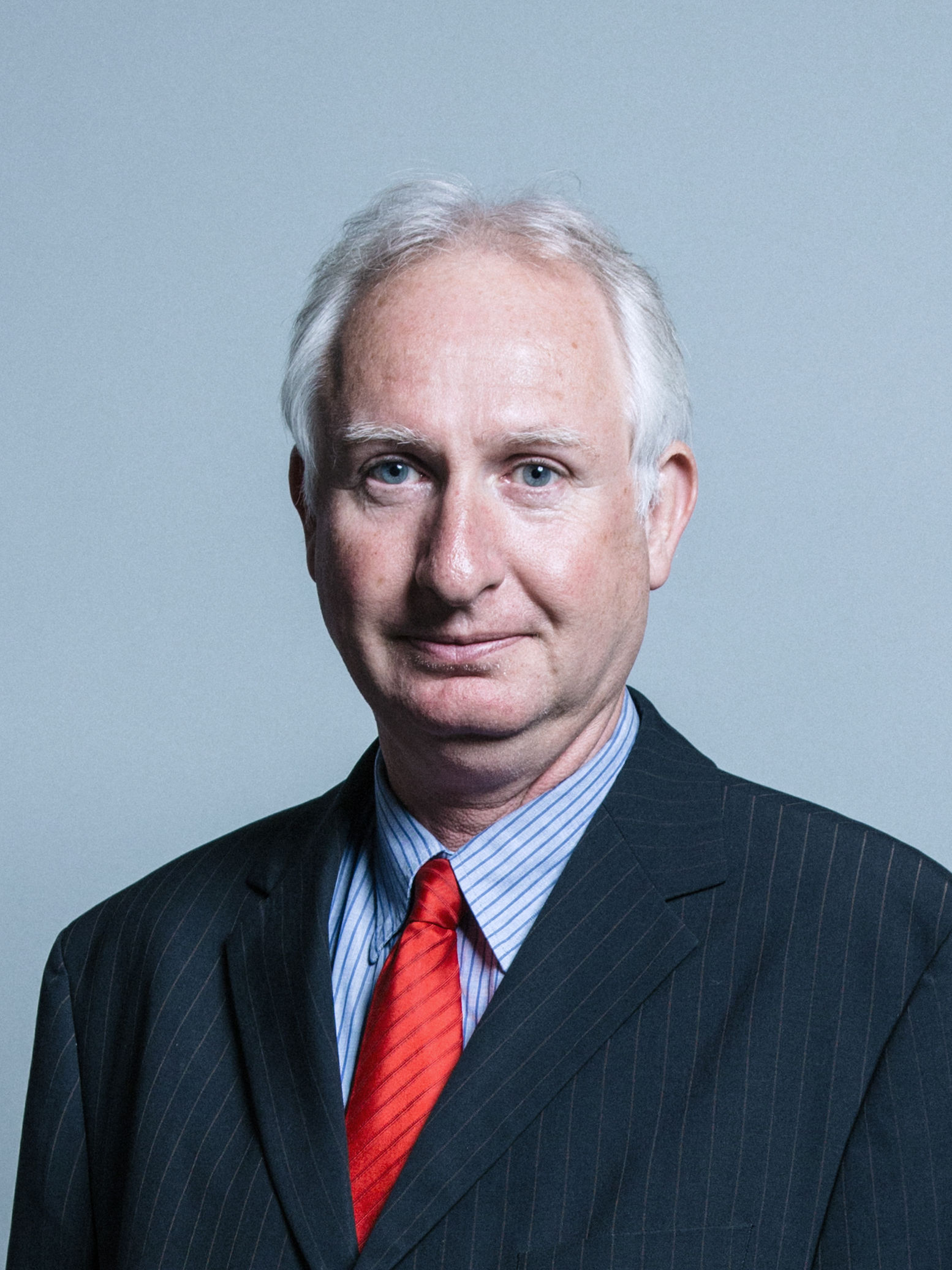
Daniel Zeichner (depuis 2015)